# Walter Hodge
Pour les articles homonymes, voir Hodge.
Walter Hodge, né le 21 septembre 1986, à Guaynabo, à Porto Rico, est un joueur portoricain et des Îles Vierges des États-Unis de basket-ball. Il évolue au poste de meneur.

## Biographie
En juin 2013 , il remporte le championnat polonais, le premier de l'histoire du Zielona Góra. 
Fait inédit également, le Zielona Góra retire le maillot de Hodge.
En mai 2017, peu avant le début des play-offs du championnat de France, Hodge, alors à l'ASVEL, et son coéquipier Nikola Dragović sont mis à pied et ne participent pas aux play-offs.

## Clubs successifs
- 2010 :  Cangrejeros de Santurce (BSN)
- 2010-2013 :  Stelmet Zielona Góra (PLK)
- 2012 :  Capitanes de Arecibo (BSN)
- 2013-2014 :  Saski Baskonia (Liga Endesa)
- 2014 :  Capitanes de Arecibo (BSN)
- 2014-2015 :  Zénith Saint-Pétersbourg (VTB League)
- 2015 :  Capitanes de Arecibo (BSN)
- 2015-2016 :  Pallacanestro Cantù (LegA)
- 2016 :  Capitanes de Arecibo (BSN)
- 2016-2017 :  ASVEL Lyon-Villeurbanne (Pro A)
- 2017 :  Capitanes de Arecibo (BSN)
- 2017-2018  Homenetmen Beyrouth (FLB League)
- 2019 :  Club sportif La Sagesse (FLB League)
- 2020-2021 :  Zamalek Sporting Club
- 2022-2023 :  Al Ahly Sporting Club
- depuis 2023 :  Homenetmen Beyrouth (FLB League)

## Palmarès et distinctions
- Champion NCAA 2005, 2006
- Champion de Pologne 2013
- Vainqueur du Championnat des Caraïbes 2011
- Champion de Porto-Rico 2016
- Vainqueur de la Ligue africaine de basket-ball 2021
- MVP de la Ligue africaine de basket-ball 2021
- Nommé dans la All-ULEB Eurocup Second Team 2012-2013